# Esquí de fons als Jocs Olímpics d'hivern de 2018
Als Jocs Olímpics d'Hivern de 2018, que se celebraren a la ciutat de Pyeongchang (Corea del Sud), es disputaren dotze proves d'esquí de fons, sis en categoria masculina i sis més en categoria femenina. Les proves es van disputar al Centre de biatló i d'esquí de fons d'Alpensia entre el 10 i el 25 de febrer de 2018.

## Calendari
Aquest és el calendari previst de les proves:
 Tots els horaris són en (UTC+9).
| Data         | Hora  | Prova                                |
| ------------ | ----- | ------------------------------------ |
| 10 de febrer | 16:15 | 15 km. (dones)                       |
| 11 de febrer | 15:15 | 30 km. (homes)                       |
| 13 de febrer | 17:30 | Qualificació esprint (homes i dones) |
| 13 de febrer | 20:00 | Esprint (homes i dones)              |
| 15 de febrer | 15:30 | 10 km. clàssics (dones)              |
| 16 de febrer | 15:00 | 15 km. clàssics (homes)              |
| 17 de febrer | 18:30 | Relleus 4 x 5 km. (dones)            |
| 18 de febrer | 15:15 | Relleus 4 x 10 km. (homes)           |
| 21 de febrer | 17:00 | Esprint per equips (dones)           |
| 21 de febrer | 19:00 | Esprint per equips (homes)           |
| 24 de febrer | 14:00 | 50 km. lliures (homes)               |
| 25 de febrer | 15:15 | 30 km. lliures (dones)               |

## Resum de medalles

### Categoria masculina
| Prova                      | Or                                                                                             | Or        | Plata                                                                                        | Plata     | Bronze                                                                               | Bronze    |
| 15 km detalls              | Dario Cologna (SUI)                                                                            | 33:43.9   | Simen Hegstad Krüger (NOR)                                                                   | 34:02.2   | Denis Spitsov (OAR)                                                                  | 34:06.9   |
| 30 km persecució detalls   | Simen Hegstad Krüger (NOR)                                                                     | 1:16:20.0 | Martin Johnsrud Sundby (NOR)                                                                 | 1:16:28.0 | Hans Christer Holund (NOR)                                                           | 1:16:29.9 |
| 50 km detalls              | Iivo Niskanen (FIN)                                                                            | 2:08:22.1 | Alexander Bolshunov (OAR)                                                                    | 2:08:40.8 | Andrey Larkov (OAR)                                                                  | 2:10:59.6 |
| Relleus 4x10 km detalls    | NoruegaDidrik Tønseth · Martin Johnsrud Sundby · Simen Hegstad Krüger · Johannes Høsflot Klæbo | 1:33:04.9 | Atletes Olímpics de RússiaAndrey Larkov Alexander Bolshunov Aleksey Chervotkin Denis Spitsov | 1:33:14.3 | FrançaJean-Marc Gaillard · Maurice Manificat · Clément Parisse · Adrien Backscheider | 1:33:41.8 |
| Esprint individual detalls | Johannes Høsflot Klæbo (NOR)                                                                   | 3:05.75   | Federico Pellegrino (ITA)                                                                    | 3:07.09   | Alexander Bolshunov (OAR)                                                            | 3:07.11   |
| Esprint per equips detalls | NoruegaMartin Johnsrud Sundby · Johannes Høsflot Klæbo                                         | 15:56.26  | Atletes Olímpics de RússiaDenis Spitsov Alexander Bolshunov                                  | 15:57.97  | FrançaMaurice Manificat · Richard Jouve                                              | 15:58.28  |

### Categoria femenina
| Prova                      | Or                                                                                           | Or        | Plata                                                                | Plata     | Bronze                                                                               | Bronze    |
| 10 km detalls              | Ragnhild Haga (NOR)                                                                          | 25:00.5   | Charlotte Kalla (SWE)                                                | 25:20.8   | Marit Bjørgen (NOR) Krista Pärmäkoski (FIN)                                          | 25:32.4   |
| 15 km persecució detalls   | Charlotte Kalla (SWE)                                                                        | 40:44.9   | Marit Bjørgen (NOR)                                                  | 40:52.7   | Krista Pärmäkoski (FIN)                                                              | 40:55.0   |
| 30 km detalls              | Marit Bjørgen (NOR)                                                                          | 1:22:17.6 | Krista Pärmäkoski (FIN)                                              | 1:24:07.1 | Stina Nilsson (SWE)                                                                  | 1:24:16.5 |
| Relleus 4 × 5 km detalls   | NoruegaIngvild Flugstad Østberg · Astrid Uhrenholdt Jacobsen · Ragnhild Haga · Marit Bjørgen | 51:24.3   | Plantilla:SWErAnna Haag Charlotte Kalla Ebba Andersson Stina Nilsson | 51:26.3   | Plantilla:OARr Natalia Nepryaeva Yulia Belorukova Anastasia Sedova Anna Nechaevskaya | 52:07.6   |
| Esprint individual detalls | Stina Nilsson (SWE)                                                                          | 3:03.84   | Maiken Caspersen Falla (NOR)                                         | 3:06.87   | Yulia Belorukova (OAR)                                                               | 3:07.21   |
| Esprint per equips detalls | Estats UnitsKikkan Randall · Jessie Diggins                                                  | 15:56.47  | SuèciaCharlotte Kalla · Stina Nilsson                                | 15:56.66  | NoruegaMarit Bjørgen · Maiken Caspersen Falla                                        | 15:59.44  |

## Medaller
| Pos. | País                       | Or | Plata | Bronze | Total |
| 1    | Noruega                    | 7  | 4     | 3      | 14    |
| 2    | Suècia                     | 2  | 3     | 1      | 6     |
| 3    | Finlàndia                  | 1  | 1     | 2      | 4     |
| 4    | Suïssa                     | 1  | 0     | 0      | 1     |
| 4    | Estats Units               | 1  | 0     | 0      | 1     |
| 6    | Atletes Olímpics de Rússia | 0  | 3     | 5      | 8     |
| 7    | Itàlia                     | 0  | 1     | 0      | 1     |
| 8    | França                     | 0  | 0     | 2      | 2     |